# Portul Constanța

## Date generale

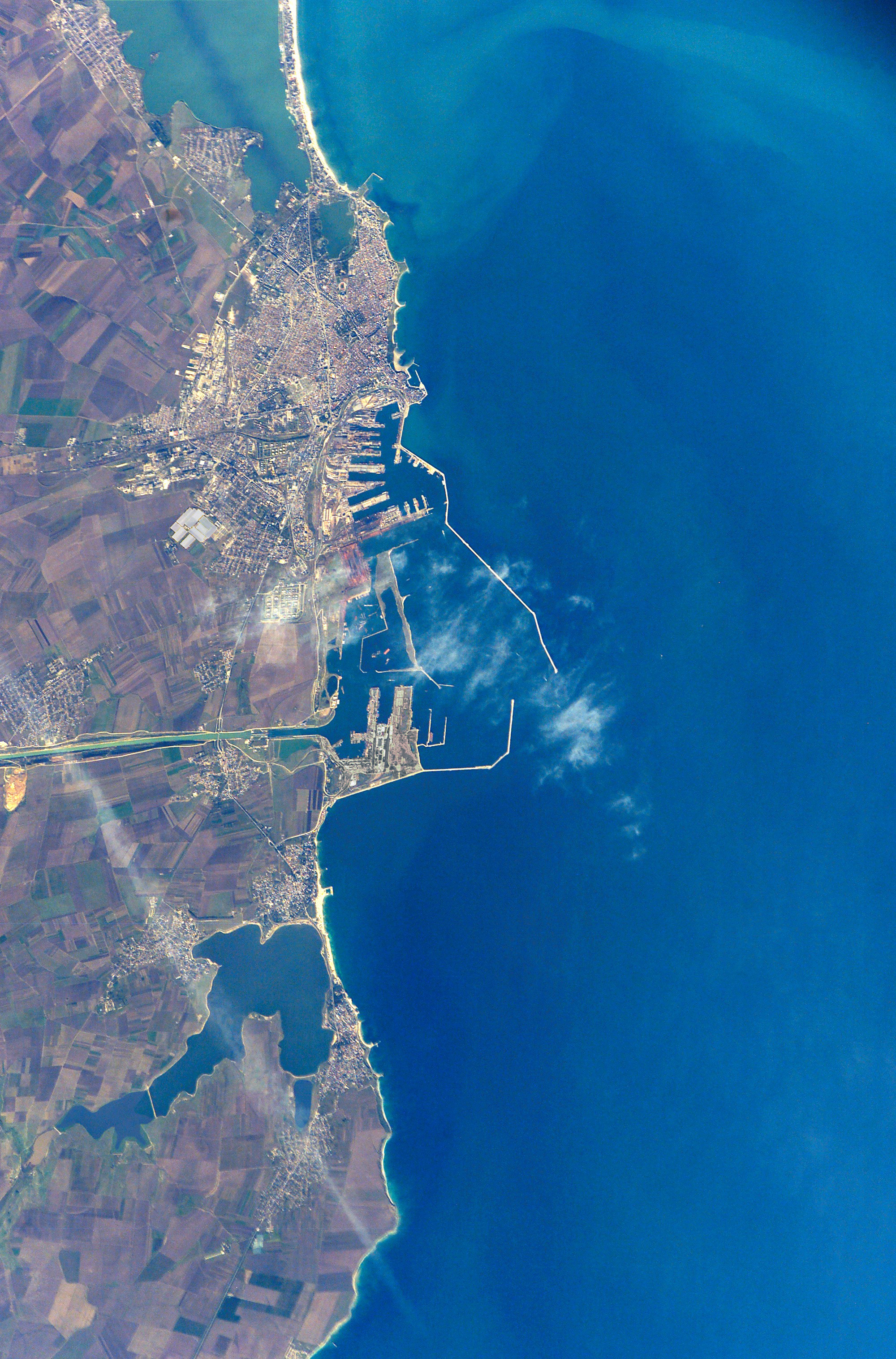
Portul Constanța văzut din spațiu

Portul Constanța este situat pe coasta vestică a Mării Negre.
Acesta este împărțit în trei subdiviziuni:
- Portul maritim, care are o capacitate de operare anuală de 100 milioane de tone și este deservit de către 140 dane funcționale permițând accesul navelor cu o capacitate de până la 220.000 tdw.
- Portul fluvial permite accesul oricărui tip de navă fluvială având o capacitate de operare anuală de 10 milioane de tone. Prin acest port trec zilnic aproximativ 200 de nave fluviale.
- Portul turistic.

De asemenea, Portul Constanța are mai multe terminale:
- vrac lichid: petrol brut, produse petroliere rafinate și nerafinate;
- vrac solid: minereu, cărbune, cocs, cereale, ciment vrac și materiale de construcții;
- mărfuri generale: produse chimice, produse alimentare, cherestea și produse metalice;
- containere: este cel mai mare terminal de containere de la Marea Neagră cu o capacitate anuală de peste 1.000.000 TEU;
- ro-ro/ferry: nave ce pot acomoda până la 4.800 de vehicule/legături prin feribot cu alte țări riverane Mării Negre, funcție până astăzi (2018) ne-exploatată;
- pasageri: teoretic există o capacitate anuală de 100.000 de pasageri, până astăzi (2018) ne-exploatată.

Portul Constanța are legături rutiere și feroviare cu toate rutele majore de transport ale României și de asemenea este cel mai mare port situat la Marea Neagră acoperind o suprafață totală de 3.926 ha.
În anul 2007, pe platforma portuară din Portul Constanța lucrau 20.000 de oameni, dintre care 5.000 ilegal, 16 ore pe zi.
În anul 2008, Portul Constanța a înregistrat un trafic de 61,9 milioane tone, din care 50,5 milioane tone transport maritim și 11,4 milioane tone transport fluvial.
Data de 4 ianuarie 1995 rămâne înscrisă în istoria Portului Constanța ca fiind ziua cea mai neagră.: în acea zi, o furtună foarte puternică s-a dezlănțuit asupra portului, și 54 de marinari și docheri au murit deoarece navele pe care se aflau sau la care lucrau au fost scufundate la mică distanță de țărm sau chiar la cheiuri.

## Statistici
În 2023 Portul Constanța a înregistrat un trafic de 92,6 milioane tone depășind recordul absolut din 2022 de 75,5 milioane de tone. 

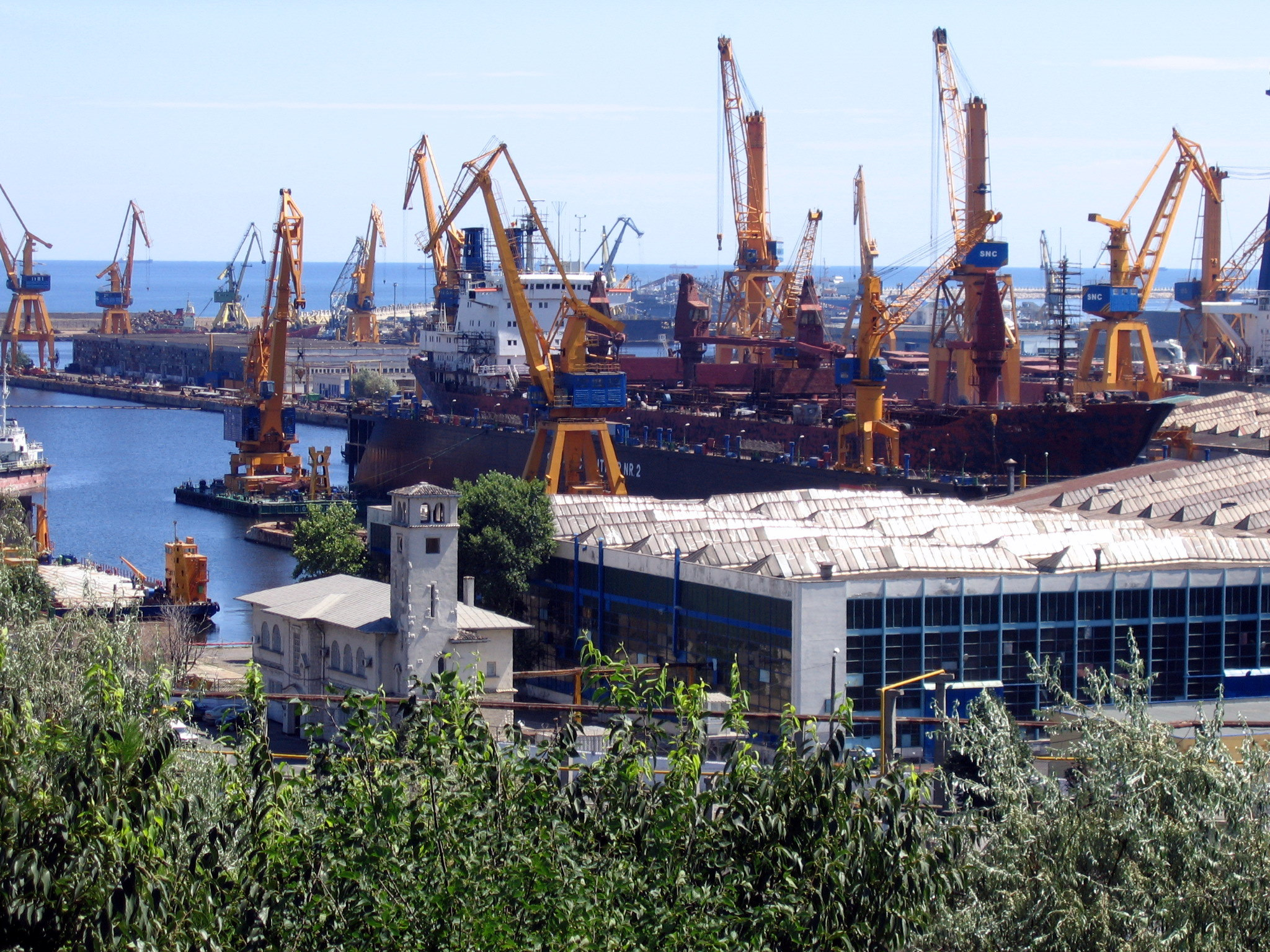
Șantierul Naval Constanța

| Date trafic                 | 2014       | 2015       | 2016       | 2017       | 2018       | 2019       | 2020       | 2021       | 2022       |
| --------------------------- | ---------- | ---------- | ---------- | ---------- | ---------- | ---------- | ---------- | ---------- | ---------- |
| Trafic total (tone)         | 55.641.910 | 56.336.772 | 59.424.821 | 58.379.154 | 61.303.774 | 66.603.292 | 60.375.799 | 67.483.435 | 75.537.687 |
| Vrac lichid (tone)          | 12.516.199 | 12.203.606 | 13.662.917 | 13.354.280 | 14.022.558 | 14.920.635 | 12.425.658 | 12.821.712 | 18.001.109 |
| Vrac solid (tone)           | 32.666.083 | 33.285.131 | 35.189.409 | 34.853.978 | 37.192.770 | 41.583.345 | 38.580.780 | 44.562.451 | 44.831.522 |
| Mărfuri generale            | 3.680.744  | 3.998.471  | 3.675.137  | 3.646.803  | 3.524.788  | 3.546.879  | 3.023.669  | 3.915.944  | 4.783.304  |
| Număr containere            | 408.990    | 420.793    | 434.439    | 413.253    | 400.832    | 400.945    | 389.061    | 379.139    | 460.506    |
| Cantitate containere (tone) | 6.778.884  | 6.849.564  | 6.897.358  | 6.524.093  | 6.563.658  | 6.552.433  | 6.345.692  | 6.183.913  | 7.921.752  |
| TEU                         | 668.349    | 689.066    | 711.339    | 696.438    | 668.016    | 666.036    | 643.725    | 631.946    | 776.590    |
| Număr escale nave maritime  | 4.771      | 4.605      | 4.331      | 4.093      | 4.139      | 4.176      | 4.031      | 3.985      | 4.498      |
| Număr escale nave fluviale  | 10.060     | 9.765      | 10.203     | 9.272      | 9.487      | 10.395     | 10.344     | 10.619     | 10.890     |